# Fantoche
Fantoche es una película de Argentina dirigida por Román Viñoly Barreto sobre el guion de Hugo Moser que se estrenó el 10 de octubre de 1957 y que tuvo como principales intérpretes a Luis Sandrini, Beatriz Taibo y Eduardo Sandrini. Fue filmada en colores (Agfacolor) y pantalla panorámica (Alexscope).
Las últimas escenas de la película fueron filmadas en la estancia "San Jacinto".
El baile es del ballet de Esther Soler y Roberto Evans.
Tienen una participación el director técnico de la selección nacional de fútbol Guillermo Stábile, los jugadores Antonio Angelillo, Rogelio Antonio Domínguez, Humberto Maschio, Pedro Dellacha, Juan Héctor Guidi, Federico Pizarro y se escucha el relato de Osvaldo Cafarelli.

## Sinopsis
Un excrack que vive del recuerdo de un gol que le hizo a los uruguayos vive en Montevideo una aventura con una joven millonaria.

## Reparto
Participaron del filme los siguientes intérpretes:
- Luis Sandrini...Jacinto Samponiaro
- Beatriz Taibo...Isabel Achaval
- Eduardo Sandrini...Gustavo
- Juan Bono
- Néstor Deval...Marcelo
- Víctor Martucci...padre de Isabel
- Fanny Brena
- María Esther Buschiazzo..anciana burrera
- Mario Savino
- Max Citelli
- Irma Lagos
- Norma Nor
- Irma Gabriel
- Armando Lopardo
- Amarilis Carrié
- Warly Ceriani
- Arturo Bamio
- Mario Casado
- Miguel Cossa
- Camilo De Asis
- Luis Delucía
- Enrique Kossi
- Osvaldo Bruzzi
- Juan Carlos Dorrego
- Ramon Guitart
- Guillermo Stábile …Él mismo

## Comentarios
La Prensa opinó del filme:

”Su argumento carece de elementales factores de profundidad”

Por su parte Noticias Gráficas dijo:

”El director… permite al actor que se explaye en diálogos copiosos y extensos, mientras el argumento se desdibuja hasta ser poco coherente… Muestra interesantes aspectos del carnaval montivedeano, con sus inconfundibles comparsas. Se ha fotografiado mucho, pero con escaso espíritu selectivo.”